# Майский жук, лети
«Майский жук, лети» (нем. Maikäfer, flieg!) — немецкая народная песня. Первая известная публикация произведения относится к 1800 году. В Германии является одной из наиболее узнаваемых детских песен.

## Происхождение и распространение
По мнению проф. Х. Шлаффера, стишок о майском жуке появился в немецкоязычной поэзии на рубеже XVI—XVII веков, тогда как возраст самой песни составляет не менее 350 лет.
Как полагает проф. Б. Брок, произведение основано на реальных событиях Тридцатилетней войны, происходивших в Померании, и, в определённом смысле, могло рассматриваться в качестве культурного гимна этого региона. В то же время, историк Х. Медик более осторожен в оценках возраста и места происхождения песни. Один из основных аргументов «против» — песни указанной эпохи, как правило, печатались в виде так называемых «летучих листков», однако подобное издание «Maikäfer, flieg!» науке не известно. Тот же специалист отмечает, что наибольший урон война нанесла землям Центральной и Южной Германии, а не Померании. Последняя, впрочем, испытала подлинное опустошение во времена Семилетней войны (1756—1763). При этом могли иметь место события, описываемые или подразумеваемые в песне: «принудительное рекрутирование мужского населения, разорение покинутой земли и семей, оставленных без защиты».

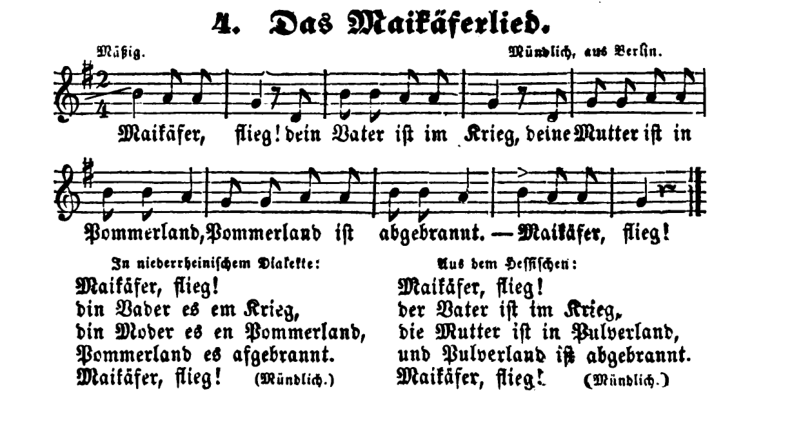
Версия песни, опубликованная в сборнике Людвига Эрка «Die deutschen Volkslieder» («Немецкие народные песни», Берлин, 1838).

Впервые произведение было опубликовано не позднее 1800 года. Под названием «Maikäferlied» (рус. «Песня о майском жуке»), песня вошла в сборник «Волшебный рог мальчика» (1806, том I).
Существуют различные региональные варианты песни: так, помимо «Pommerland ist abgebrannt» (рус. «Померания в огне»), в Гессене распространена версия с «Pulverland» (рус. «Земля пороха»), в Тюрингии — с «Engelland» (рус. «Страна ангелов»), и т.п. В своей работе, изданной в 1858 году, немецкий этнограф Вильгельм Маннхардт приводит 26 различных версий произведения, включая три англоязычные.
Согласно опросу, проведённому Алленсбахским институтом в 1999 году, двое из троих немцев знакомы с песней про майского жука.

## Текст
| Maikäferlied                                                                                         | Литературный перевод                                                                     |
| --- | ---------------------------------------------------------------------------------------- |
| Maikäfer flieg, Der Vater ist im Krieg, Die Mutter ist im Pulverland, Und Pulverland ist abgebrannt. | Майский жук, лети! Отец — на поле битв, Мать — на земле из пороха, Что полыхает полохом. |

## Критика и отзывы
По словам проф. Х. Шлаффера, «пение обращено на некоего майского жука», которому исполнитель рассказывает о потере обоих родителей. Судьба отца и матери ребёнка туманна: 

В роли певца или певицы лучше всего представить одного из старших детей, который старается утешить младшего после того, как оба родителя пропали без вести. Отчаяние в таком утешении поразительно — эдакий совершенно безнадёжный май.
— Проф. д-р Хайнц Шлаффер. Интервью газете Frankfurter Allgemeine Zeitung; 2015 (перевод с нем.)
Как утверждает проф. А. Ассман, «песня содержит глубинный парадокс». Мелодия, характерная для колыбельных, должна успокаивать, однако в сочетании с текстом произведения, «рассказом о состоянии полного одиночества, историей ребёнка-сироты… вызывает у слушателя глубокое беспокойство».
Некоторые исследователи указывают на сходство размеров песни про майского жука и колыбельной времён Тридцатилетней войны «Bet, Kinder, Bet» (рус. «Молитесь, дети, молитесь»).
Говоря о причинах столь долгой популярности произведения, проф. Б. Брок отмечает, что оно может служить своеобразным символом «коллективного поражения». В отличие от побед, поражения Германии в двух мировых войнах, по мнению исследователя, оказывали гораздо большее влияние на коллективное сознание немцев. Песня, на взгляд Брока, отражает «первобытный страх» ребёнка перед войной — страх утратить привычный мир.

## Влияние на другие произведения искусства
Австрийская писательница Кристина Нёстлингер взяла название произведения в качестве заглавия для своего автобиографического романа «Maikäfer, flieg!» (1973). По мотивам книги, в 2016 году был снят одноимённый фильм австрийского режиссёра Мирьям Унгер.
Песня использовалась в одной из сцен мюзикла «Людвиг²».